# Belmont-Bretenoux
Belmont-Bretenoux település Franciaországban, Lot megyében. Lakosainak száma 406 fő (2022. január 1.). Belmont-Bretenoux Cornac, Saint-Céré, Saint-Jean-Lespinasse, Saint-Laurent-les-Tours és Saint-Michel-Loubéjou községekkel határos.

## Népesség
A település népességének változása:
| Lakosok száma | 211  | 255  | 311  | 320  | 370  | 389  | 401  | 404  | 404  | 406  |
|               | 1968 | 1982 | 1990 | 2006 | 2013 | 2015 | 2017 | 2019 | 2020 | 2022 |